# Zalmoxis armata
Zalmoxis armata is een hooiwagen uit de familie Zalmoxioidae.